# مارگارت مورداک
مارگارت مورداک (انگلیسی: Margaret Murdock؛ زادهٔ ۲۵ اوت ۱۹۴۲) ورزشکار اهل ایالات متحده آمریکا است.
وی در مسابقات کشوری و بین‌المللی در مجموع برندهٔ ۱ مدال نقره شده‌است.